# ریش زرد (سرده)
ریش زرد (نام علمی: Chrysopogon) نام یک سرده از تیره گندمیان است.